# Aprielewka
Aprielewka (ros. Апрелевка) – miasto w Rosji, w obwodzie moskiewskim, 42 km od Moskwy, przy linii kolejowej Moskwa–Kijów. W 1989 roku liczba ludności wynosiła ponad 21,1 tys., a w 2024 – 38 tys.

## Historia
Wieś została założona w 1899 roku. Od 1935 roku posiadała status osiedla typu miejskiego, a od 1961 – prawa miejskie.
W mieście rozwinął się przemysł chemiczny. Znajdowała się tu m.in. największa w czasach ZSRR fabryka winylowych płyt gramofonowych, założona w 1910 roku przez trzech niemieckich przedsiębiorców (produkcję płyt zakończono w 2007 roku).
Miasto zostało w poważnym stopniu zrujnowane podczas II wojny światowej. Przy jednej z głównych ulic – Szosie Kijowskiej – po wojnie ustawiono pomnik radzieckiego pilota, Ukraińca, lejtnanta Wasyla Pojdenki, poległego podczas walk w okolicy miasta. Pomnik ten został zdemontowany w 2007 roku, co wywołało zaniepokojenie ukraińskiego Ministerstwa Spraw Zagranicznych.

## Transport
W Aprielewce znajdują się stacja kolejowa Aprielewka oraz przystanki kolejowe Pobieda i Dacznaja, położone na linii Moskwa – Briańsk – Kijów. Miasto jest również obsługiwane przez moskiewską kolej aglomeracyjną.